# Pedro Nezio de Araújo Lopes Ribeiro
Pedro Nezio de Araújo Lopes Ribeiro, meglio noto come Pedro Ribeiro (Belo Horizonte, 13 giugno 1990), è un calciatore brasiliano, centrocampista del Västerås SK.

## Carriera
Cresciuto a Belo Horizonte, Pedro Ribeiro nel 2010 comincia a giocare a calcio a livello universitario negli Stati Uniti con i Coastal Carolina Chanticleers, squadra della Coastal Carolina University. in cui rimane fino al 2013. Durante questo periodo ha anche una parentesi al Reading United, Reading in Pennsylvania, con cui scende in campo nella USL Premier Development League nel 2012.
Scelto dai Philadelphia Union all'MLS SuperDraft 2014 con la quattordicesima scelta, debutta in MLS il 15 agosto di quell'anno nel match contro lo Houston Dynamo. Poco meno di un mese più tardi, il 13 settembre, segna il suo primo gol da professionista nel 2-2 contro i New York Red Bulls. Nella stessa stagione era stato anche girato agli Harrisburg City Islanders nella lega USL Pro.
Tra la stagione 2014 e quella 2015, Pedro Ribeiro passa all'Orlando City in quanto scelto nel draft d'espansione, tenutosi in virtù del fatto che la squadra si apprestava a disputare la sua prima stagione di sempre in MLS. Con i viola della Florida gioca nella MLS 2015 diciotto partite (di cui otto da titolare) segnando due reti, mentre nel torneo dell'anno successivo viene utilizzato solo in tre occasioni, di cui una da titolare. A fine anno la dirigenza decide di non esercitare l'opzione di rinnovo nei suoi confronti.
Pedro Ribeiro continua a giocare negli Stati Uniti per altri due anni, rispettivamente tornando agli Harrisburg City Islanders nel 2017 e approdando al Fresno FC nel 2018 nella lega USL.
Nel gennaio 2019 firma con il suo primo club europeo, gli svedesi dell'IK Frej all'epoca militanti nella seconda serie nazionale. Conclude il campionato di Superettan 2019 con cinque reti in ventotto presenze, non sufficienti ad evitare il quartultimo posto e quindi gli spareggi salvezza che condannano poi i gialloneri alla retrocessione.
Dal gennaio 2020, all'apertura del calciomercato svedese di fine anno, Pedro Ribeiro è ufficialmente un giocatore del Västerås SK, altra società della seconda serie svedese. Il suo contratto originariamente biennale viene rinnovato in più occasioni, rispettivamente nell'agosto 2021, nel novembre 2022, nel novembre 2023 e nel marzo 2024. Nel frattempo il club biancoverde aveva raggiunto la promozione nella massima serie grazie al primo posto nella Superettan 2023, anche se il centrocampista brasiliano in quel campionato aveva potuto collezionare solo una presenza per via di un problema al piede.

## Palmarès

### Club

#### Competizioni nazionali
- Superettan: 1

Västerås SK: 2023